# Protamandua
Genre
Statut de conservation UICN

 EX  : Éteint
Protamandua est un genre éteint de fourmiliers. Ses plus proches parents vivants sont le fourmilier géant (Myrmecophaga tridactyla) et les tamanduas (genre Tamandua). Probablement un ancêtre commun de Myrmecophaga et Tamandua.